# علاء التميمي (إعلامي)
علاء التميمي (11 أغسطس  1968-) إعلامي أردني.

## حياته الخاصة
حاصل على بكالوريوس لغة إنجليزية تخصص ترجمه من جامعة الملك سعود بالرياض عام 1992

حاصل على درجة الماجستير في الإعلام بتقدير ممتاز عام 2016 
شارك بالعديد من الدورات الإذاعيه والتلفزيونيه من مؤسسة الإذاعة والتلفزيون الأردني في اللغة العربيه وفن الخطابة والإلقاء، والتحرير الصحفي
مجتاز لدورة في الصحافة الإستقصائيه بالتعاون بين الجامعة الأردنيه والبنك الدولي
حاصل على دورة في فن التقديم للبرامج التفاعليه من بي بي سي في لندن عام 2005 دورات في إدارة المحتوى الصحفي عبر المنصات الإلكترونية. دورة متخصصة في storytelling[بحاجة لمصدر]

## حياته الأسرية
متزوج وزوجته تعمل مهندسة لديه ولدان إسمها منير ومحمد.

## مشواره المهني

### انطلاقته مع شبكة راديو وتلفزيون العرب
عمل منذ بين عامي 1994 و1996 مذيعا غير متفرغ لدى شبكة راديو وتلفزيون العرب
انضم في العام 1996 لمؤسسة الإذاعة والتلفزيون الأردني وقدم فيهما العديد من البرامج السياسيه والإخباريه على البرنامج العام للإذاعة وكذلك البرامج المنوعه الشبابية على موجات الFM
انضم عام 1998 إلى شبكة راديو وتلفزيون العرب في مركز البث الرئيسي في إيطاليا (افيتزانو) آنذاك ليعمل مذيعا في قناة إقرأ الفضائيه وليكون أول مذيع عربي يظهر على شاشة هذه القناة العربية الثقافية المتخصصة الأولى في العالم
استمر نشاطه في قناة اقرأ وقدم بها العديد من البرامج الحواريه والمسابقات حتى عام 2000
في عام 2006 عاد مرة أخرى للعمل مع شبكة راديو وتلفزيون العرب مديراً لمكتب قناة اقرأ الفضائية من مركز بثها الرئيسي في المدينة الإعلامية الأردنيه بعد انتقال البث من إيطاليا إلى عمان. عمل مراسلاً لإذاعة صوت أمريكا والتي أصبحت لاحقاً (راديو سوا) في الأردن من عام 2002الى 2004
]
عمل معلقا رئيساً في الكثير من الأفلام الوثائقية لصالح العديد من القنوات الدولية والعربية مثل سلسلة هياكل عملاقة على قناة ناشيونال جيوغرافيك ابوظبي (دبي مول، كاسحات الجليد، التعايش مع السنوريات، البحث عن وحيد القرن، الد الخصوم وحلقات وافلام متنوعة). معلق للعديد من الاعلانات التجارية والتنويهات لبرامج تلفزيونية وإذاعية متعددة. عمل في الدوبلاج البشري في المسلسلات الدرامية من خلال شركات إنتاج أردنية خاصة بالإضافة إلى دوبلاج مسلسلات كرتونية. قدم العديد من المناسبات الوطنية والاحتفالات الهامة في اللمملكة الأردنية الهاشمية.[بحاجة لمصدر]

### عمله في التلفزيون الأردني
عاد إلى التلفزيون الأردني مقدما للعديد من البرامج المنوعه منها برنامج (حول العالم) و (كل العرب) الذي استمر لمدة أربع سنوات متواصله وحقق نجاحا جماهيريا كبيرا، كما قدم برنامج (صحافة نت) و (مساء الخير يا أردن) وشارك في مهرجانات أردنية مختلفة كما قدم برنامج منوع «اليوم وغداً» بعدها قدم برنامجا بعنوان «معكم بيحلى السهر» وكان من اعداده وشاركته بالتقديم زميلته مي زيادة
انتقل إلى العمل في دائرة الأخبار في التلفزيون الأردني مذيعا للنشرات الرئيسيه بالإضافة للبرنامج السياسي (العالم في أسبوع) و (أثنين على الخط)وليعمل لفترة بسيطه مندوبا للتلفزيون الأردني لدى الديوان الملكي
معلق رئيسي في العديد من البرامج الوثائقيه التي تبث في كثير من المحطات العربية، كما عمل مراسلا للعديد من الإذاعات الأجنبيه منها صوت أمريكا عام 2002 وحتى نهاية عام 2004 وهو معلق رئيسي للإعلانات والتنويهات الرئيسيه لكثير من القنوات العربية.[بحاجة لمصدر]
عمله في إذاعة SBSArabic24
انضم أواخر عام 2019 للعمل كمذيع ومقدم برامج في فريق إذاعة SBSArabic24 وهي إذاعة حكومية أسترالية تقدم خدماتها الإعلامية بلغات متعددة ولا يزال يعمل بها حتى الآن.